# Simon Moriggl
Simon Moriggl (* 30. Oktober 1817 in Burgeis; † 18. Oktober 1874 in Innsbruck) war ein österreichischer römisch-katholischer Geistlicher, Gymnasiallehrer und Publizist.

## Leben
Morrigl studierte katholische Theologie und empfing am 30. Juli 1843 die Priesterweihe. Zunächst war er als Geistlicher in der Seelsorge tätig, bevor er 1850 als Professor für Latein und Griechisch sowie für philosophische Propädeutik an das Innsbrucker Staatsgymnasium berufen wurde. In den 1860er-Jahren begann er seine politische Aktivität, wobei er sich für die Erhaltung der Glaubenseinheit in Tirol sowie den Bestand des Tiroler Landesrechts einsetzte. Moriggl war in dieser Zeit an der Gründung einer Vielzahl von katholischen Vereinen in Tirol beteiligt, ebenso gründete er die konservative katholische Zeitung Neue Tiroler Stimme, zu der er eine große Zahl an Beiträgen lieferte. Als Vizepräsident des Katholischen Stammvereins in Innsbruck lehnte er die Staatsgrundgesetze von 1867 als nicht mit dem Tiroler Landesrecht vereinbar öffentlich ab. In der Folge wurde er am 9. Dezember 1869 suspendiert und Anfang 1870 aus seinem Professorenamt entlassen.
Morrigl wurde am 1. Mai 1870 zum Beichtvater des Ursulinenklosters in Innsbruck. Ebenfalls 1870 wurde ihm von der Gemeinde Flirsch die Ehrenbürgerwürde verliehen, aufgrund seiner patriotischen Gesinnung und seiner Vaterlandsliebe. Papst Pius IX. ehrte ihn 1873 mit dem Titel eines Geheimen Kämmerers.

## Werke (Auswahl)
- Monologium des heil. Anselm von Canterbury. Eine philosophische Abhandlung, Innsbruck 1854.
- Zur Erinnerung an die Versammlung tirolischer Männer zu Innsbruck am 30. Juni und 1. Juli 1861, Vereinsbuchdruckerei, Innsbruck 1861.
- Lehr- und Klärbilder für Jedermann, Vereins-Buchhandlung, Innsbruck 1868.
- Zeitbilder für Jedermann, Vereins-Buchhandlung, Innsbruck 1868.
- Schattenbilder für Jedermann, Vereins-Buchhandlung, Innsbruck 1868.
- Das Bauernhaus Siegwein zu Lannesdorf in Tirol, Bozen 1875.